# Jennifer Aniston
Jennifer Joanna Aniston, coneguda artísticament com a Jennifer Aniston (Sherman Oaks, Los Angeles, Califòrnia, 11 de febrer de 1969) és una actriu de cinema estatunidenca.

## Biografia

### Antecedents familiars i inici de la carrera
John Aniston (Yannis Anastassakis), ja va ser actor i protagonitzà sèries de televisió tals com "Days of our Lives" de 1965 al paper de Viktor Kiriakis, nom que va repetir també a "Night Sins", 28 anys després, a més de moltes col·laboracions en pel·lícules o a unes altres sèries. D'aquesta manera, era fàcil que algun dels seus fills seguís les seves passes.
Jennifer, doncs, tot i néixer als Estats Units, visqué un temps a Grècia, fins que els seus pares es van divorciar, el 20 d'agost de 1980 i va anar a viure a Nova York amb la seva mare, Nancy Dow.
Un altre cop la intervenció del seu pare faria que Jennifer fos apadrinada per Telly Savalas, mort el 22 de gener de 1994 i fill d'immigrants grecs, que va mantenir una íntima amistat amb el pare de la Jennifer. Fins i tot el va fer aparèixer a la reeixida sèrie de televisió "Kojak", que va rodar de 1973 a 1978.
D'aquesta manera la Jennifer prengué la decisió de ser actriu, pertanyent al club dramàtic de l'escola secundària de Nova York, el 1987, "The Fame School" (abreviació de "Fiorello H. LaGuardia High School of Music & Art and Performing Arts") on es va graduar com molts més actors de renom. Aquell mateix any, doncs, ja va prendre part a algunes produccions teatrals Off-Broadway, fent gala dels seus dots a "For dear Life" i "Dancing on Checker's Grave" que li havien de permetre fer el salt a la televisió, amb la vista posada a Hollywood amb el desig de triomfar.

### Els anys difícils
Fou el 1990 quan Jennifer feu el salt a la televisió de la mà de la sèrie "Molloy", una comèdia on feu el paper de Courtney, la qual no assolí cap cota d'audiència notable. D'aquesta manera, el mateix any provà amb una altra comèdia, "Ferris Bueller", on tingué també paper protagonista als tretze capítols de durada que varen suposar el segon fracàs consecutiu.
Aquesta situació, començà a crispar l'entorn de Jennifer, la qual, amb els objectius molt clars seguí agafant papers. Anecdòticament el seu representant va recomanar-li perdre una mica de pes, perquè tot i tenir bona figura (actualment 86-58-90 que li ha permès ser model i portada de moltes revistes de moda gràcies al seu aspecte) potser no era l'estereotip d'actriu idíl·lica de Los Angeles. Sense pena ni glòria, així va tenir papers a moltes sèries com "The Edge"(una sèrie d'esquetxos un altre cop d'humor on hi va ser els anys 1992-1993) i "Quantum Leap" (que va durar una mica més, cinc temporades, el 6 d'octubre de 1992) o "The Herman's Head" (10 de maig de 1992, sèrie de tres temporades).
No és estrany que arribada a aquest punt, l'actriu d'un metre i 68 centímetres va dubtar de si deixar la carrera perquè va veure que cap dels serials on hi prenia part no la duien més enllà d'una vaga popularitat, i l'única cosa que podia dir que havia destacat a la seva carrera era la pel·lícula que havia protagonitzat, "Leprechaun", una comèdia amb pinzellades de terror, i amb mala crítica cinematogràfica, el 1993, que la va encoratjar a fer un últim intent presentant-se a un càsting per a una nova comèdia el 1994.

### Friends: la sortida del túnel
El 1994, la cadena de televisió dels Estats Units, la NBC, feia una prova pilot per a un serial humorístic, titulat "Friends", al càsting del qual hi va anar la Jennifer. Els productors van veure que tenia habilitat per fer el paper de Monica Geller, una noia amb tics neuròtics. Tanmateix, Jennifer cregué convenient interpretar el de Rachel Green perquè s'avenia més al seu caràcter. Persuadint els productors d'aquesta percepció, va obtenir finalment aquest darrer paper, que no va deixar fins al final de la sèrie 2004, que va resultar ser l'èxit que necessitava per fer un tomb a la seva carrera.
La sèrie "Friends", va esdevenir un enorme èxit de la NBC, i a més els sis actors principals de la sèrie esdevingueren estrelles. Tant, que el pentinat de la Jennifer fou un dels més demanats a les perruqueries, inventant un look que la va fer famosa durant l'emissió de la sèrie: "The Rachel". A més a més, co-protagonitzaria una simpàtica campanya publicitària de llet, deixant-se emblanquir els bigotis al costat d'altres celebritats com Rebecca Romijn-Stamos, Tyra Banks o la seva companya a "Friends", Lisa Kudrow.
Prova del salt a la fama gràcies als resultats de la seva interpretació en una sèrie tan popular és també l'inici de la carrera com a model i personatge de moda a més d'actriu premiada i altament cotitzada:
- Figura a la llista de "Persones més intrigants", per la revista People (25-12-1995)
- Segons la mateixa revista People, és una de les "dones més belles del món" (1999 i 2016)[1]
- El 2001 fou nomenada una de les "20 millors entretenidores", per la revista E!'s
- Un altre cop, la revista People, la nomena una de les "50 persones més belles" (2002)
- Revista Forbes: Número 1, a la categoria "Celebrity 100 List" del 2003, amb uns guanys de 35.000.000 $ aquell any.
- Revista FHM: "Les 100 dones més sexis": 1996: 6a, 1997: 2a, 1998: 4a, 1999: 6a, 2000: 10a, 2001: 55a, 2002: 54a, 2003: 83a, 2004: 69a, 2005: 78a
- Revista FHM-US': "Les 100 dones més sexis dels Estats Units":, 2000: 12a, 2001: 30a, 2002: 13a, 2003: 15a, 2004: 30a

### L'estrella de Hollywood
Mantenint-se al gènere de la comèdia, mentre Jennifer actuava a la NBC, va fer papers al cinema independent, el 1996 amb la pel·lícula "She's the One", compartint escena amb actors i actrius de la talla d'Edward Burns, Cameron Diaz o Amanda Peet. El mateix any, també es va deixar veure a "Dream for an Insomniac", del mateix gènere, sempre entre la comèdia i la pel·lícula romàntica- Va fer una bona impressió amb la seva capacitat interpretativa, en part gràcies a la formació teatral de Nova York.
La Jen va atraure finalment Hollywood i un dels seus directors més importants, Steven Spielberg que la va fer aparèixer el 1996 al seu joc de CD-ROM "Steven Spielberg's Director's Chair" on també aparegué Quentin Tarantino. Digitalment parlant, també la va cridar Bill Gates per aparèixer a la Video Guia del Windows 95 al costat de Matthew Perry. Que la seva popularitat al camp de la "interpretació digital" li permetés fer aquests dos papers no va ser pas casualitat, perquè a les darreries del segon mil·lenni, totes les webs dedicades a l'atractiva actriu varen tenir molt de seguiment, i ella va ser l'actriu més visible de la xarxa.
Tot i moure's gairebé sempre al mateix gènere i barrejar la seva carrera a Hollywood amb algun salt esporàdic, però prestigiós al cinema independent, el començament com a estrella va ser una mica modest, perquè no va ser cridada pels grans directors al començament, tot i les bones sensacions que feia. Així, va fer pel·lícules com: "Picture Perfect" (1997) amb Kevin Bacon, "The object of my Affection" (1998), "Office Space" i "The Iron Giant" (1999).
Al tombant del segle, doncs, encara pujaria un graó més de la seva carrera professional i sentimental. Abans, però, el febrer de 1999, mentre era a casa seva en top-less, un paparazzi (François Navarre) escalà els murs de 2,5 metres d'alçada i captà unes fotografies que després escampà per revistes de diferents països com: "Celebrity Skin", "High Society", "Celebrity Sleuth", "Eva Tremila" (italià), "Daily Sport" (premsa anglesa) i "Voici" (francesa). El paparazzi hagué de respondre davant el jutge, quan Jennifer el va denunciar per invasió de privacitat, violació de domicili i apropiació indeguda del nom i imatge d'Aniston. El 7 d'agost del 2000 guanyaria el cas, i el 20 de novembre del 2003 mitjançant la sentència, Aniston rebé 550.000 dòlars, 100.000 directament del fotògraf i la resta de l'asseguradora d'aquest.
Esclataren els rumors que després es confirmaren quan es veié a Jennifer acompanyada de l'actor Brad Pitt en gales i preestrenes cinematogràfiques, just quan els rumors apuntaven a una altra direcció. Finalment, l'enllaç va tenir lloc el 29 de juliol del 2000; una cerimònia que costà un milió de dòlars, a Malibú a la que Jennifer no convidà la seva mare a causa d'unes declaracions d'aquesta estranyament desagradables vers la seva filla en un tabloide (un diari de format reduït) i d'haver escrit aquest llibre: From mother to daughter, una biografia de Jennifer des de la seva infància fins al seu èxit després de Friends, un llibre ple de fotografies i records el qual Jennifer es va negar a llegir. Sí que va ser-hi una de les seves millors amigues, Andrea Bendewald, que li feu de dama d'honor, com Jennifer després feu de padrina del casament d'aquesta amb Mitch Rouse.
Tot i ser un dels casaments més famosos i qualificat com un dels més sòlids de Hollywood, el divorci acabà arribant el 25 de març del 2005. No abans sense haver-se canviat el nom a Jennifer Pitt el 25 d'octubre del 2000, seguint igualment amb el cognom Aniston per la seva carrera d'actriu, haver patit un lleu accident de cotxe el 15 de gener del 2002 i fundat una productora amb el seu marit, Brad Pitt, Plan B Entertainment, que va deixar en divorciar-se el 2005, i després del divorci es va reconciliar amb la seva mare.
Pel que fa a la seva ascensió cinematogràfica, va impressionar els crítics de cinema amb la seva interpretació a "Rockstar" el 2001, una tragicomèdia on va fer de nòvia fidel de Mark Wahlberg; (any també que va pujar la seva cotització, com la dels seus companys de "Friends" a un milió de dòlars per capítol). I encara més a la pel·lícula independent, "The Good Girl", el 2002 per la qual va ser guardonada amb el "Teen Choice Award" i va tenir unes quantes nominacions i aplaudiments de la crítica demostrant que no només podia fer un paper simpàtic, de pura comèdia com "Rachel", sinó que a més es podia ajustar a l'accent del sud dels Estats Units en aquest drama amb algun toc humorístic.
Ha actuat al costat de Jim Carrey i Morgan Freeman a "Bruce Almighty" el 2002 o "Along Came Polly" amb Ben Stiller el 2004, dues comèdies que, amb la fi de la sèrie de l'NBC el 2004, li han permès fer una carrera cinematogràfica sòlida, per damunt dels seus companys de repartiment, havent començat sent l'actriu menys coneguda des del començament de la sèrie el 1994.

### Èxit comercial (2005–2013)
Durant 2008 i començaments de 2009 va mantenir una relació amb el músic John Mayer. Aniston va començar una relació amb l'actor, director i guionista Justin Theroux el maig de 2011, al que va conèixer en el rodatge de Wanderlust. Al gener següent, van comprar una casa al barri de Bel Air de Los Angeles per uns 22 milions de dòlars, es van comprometre el 10 d'agost de 2012, i finalment es van casar el 5 d'agost de 2015 a la seva finca.

### 2014–present: Darrers rols i retorn a la televisió
Aniston i Justin Theroux es van separar a finals del 2017. Aniston va tornar a la televisió el 2019, produint i protagonitzant al costat de Reese Witherspoon el drama The Morning Show, el primer paper principal a la televisió des de la conclusió de Friends el 2004, i es va reunir amb els seus companys de repartiment per rodar Friends: The Reunion a un especial de televisió sense guió de Friends 2021.

## Filmografia

### com a actriu
| Any  | Títol                                             | Paper             | Notes                                    |
| ---- | ------------------------------------------------- | ----------------- | ---------------------------------------- |
| 1993 | Leprechaun                                        | Tory Reding       |                                          |
| 1996 | She's the One                                     | Renee Fitzpatrick |                                          |
| 1996 | El nuvi dels meus somnis (Dream for an Insomniac) | Allison           |                                          |
| 1997 | Fins que et vaig conèixer ('Til There Was You)    | Debbie            |                                          |
| 1997 | Picture Perfect                                   | Kate Mosley       |                                          |
| 1998 | The Thin Pink Line                                | Clove             |                                          |
| 1998 | Waiting for Woody                                 | Ella mateixa      | curt                                     |
| 1998 | The Object of My Affection                        | Nina Borowski     |                                          |
| 1999 | Office Space                                      | Joanna            |                                          |
| 1999 | The Iron Giant                                    | Annie Hughes      | Només veu                                |
| 2001 | Rock Star                                         | Emily Poule       |                                          |
| 2002 | The good girl (La bona noia) (The Good Girl)      | Justine Last      | pel·lícula independent                   |
| 2003 | Bruce Almighty                                    | Grace Connelly    |                                          |
| 2003 | Abby Singer                                       | Ella mateixa      | Cameo                                    |
| 2004 | Along Came Polly                                  | Polly Prince      |                                          |
| 2005 | Derailed                                          | Lucinda Harris    |                                          |
| 2005 | Rumor Has It...                                   | Sarah Huttinger   |                                          |
| 2006 | Amics amb diners (Friends with Money)             | Olivia            | pel·lícula independent                   |
| 2006 | The Break-Up                                      | Brooke Meyers     |                                          |
| 2008 | Marley & Me                                       | Jenny Grogan      |                                          |
| 2009 | He's Just Not That into You                       | Beth Murphy       |                                          |
| 2009 | Management                                        | Sue Claussen      | pel·lícula independent. També productora |
| 2009 | Love Happens                                      | Eloise Chandler   |                                          |
| 2009 | Journey to Sundance                               | Herself           | Documental                               |
| 2010 | El caça-recompenses                               | Nicole Hurly      |                                          |
| 2010 | Un petit canvi (The switch)                       | Kassie Larson     | També productora                         |
| 2011 | Just Go with It                                   | Katherine Palmer  |                                          |
| 2011 | Com matar el teu cap                              | Dra. Julia Harris |                                          |
| 2011 | Wanderlust                                        | Linda             |                                          |
| 2013 | We're the Millers                                 |                   |                                          |
| 2014 | Com matar el teu cap 2                            | Dra. Julia Harris |                                          |
| 2014 | She's Funny That Way                              |                   |                                          |
| 2016 | Office Christmas Party                            |                   |                                          |

| Any        | Títol                | paper                 | Notes                                          |
| ---------- | -------------------- | --------------------- | ---------------------------------------------- |
| 1990       | Molloy               | Courtney              | Paper protagonista                             |
| 1990       | Camp Cucamonga       | Ava Schector          | Telefilm                                       |
| 1990– 1991 | Ferris Bueller       | Jeannie Bueller       |                                                |
| 1992– 1993 | The Edge             | Diversos personatges  | Paper protagonista                             |
| 1994       | Muddling Through     | Madeline Drego Cooper | Paper protagonista                             |
| 1994– 2004 | Friends              | Rachel Green          | 236 episodis; un dels sis papers protagonistes |
| 2004       | Growing Up Grizzly 2 | ella mateixa          | Documental                                     |
| 2019       | The Morning Show     |                       |                                                |

### com a directora
| Any  | Títol   | Notes |
| ---- | ------- | ----- |
| 2006 | Room 10 | curt  |

### com a productora
| Any  | Títol                       | Notes |
| ---- | --------------------------- | ----- |
| 2008 | Management                  |       |
| 2010 | Un petit canvi (The switch) |       |
| 2011 | The Goree Girls             |       |
| 2019 | The Morning Show            |       |

## Premis
Com la resta de reconeixements de revistes de tota mena, els premis també varen arribar a partir de la seva posada en escena a "Friends":
- 1995: Screen Actors Guild (per "Friends")
- 2002: Emmy Award (per "Friends")
- 2003: Golden Globe Award (per "Friends")
- 2019: Screen Actors Guild (per "The Morning Show")[2]